# Rhyparella novempunctata
Rhyparella novempunctata är en tvåvingeart som beskrevs av Friedrich Georg Hendel 1909. Rhyparella novempunctata ingår i släktet Rhyparella och familjen fläckflugor.
Artens utbredningsområde är Bolivia. Inga underarter finns listade i Catalogue of Life.